# Altenburger Bauerntracht

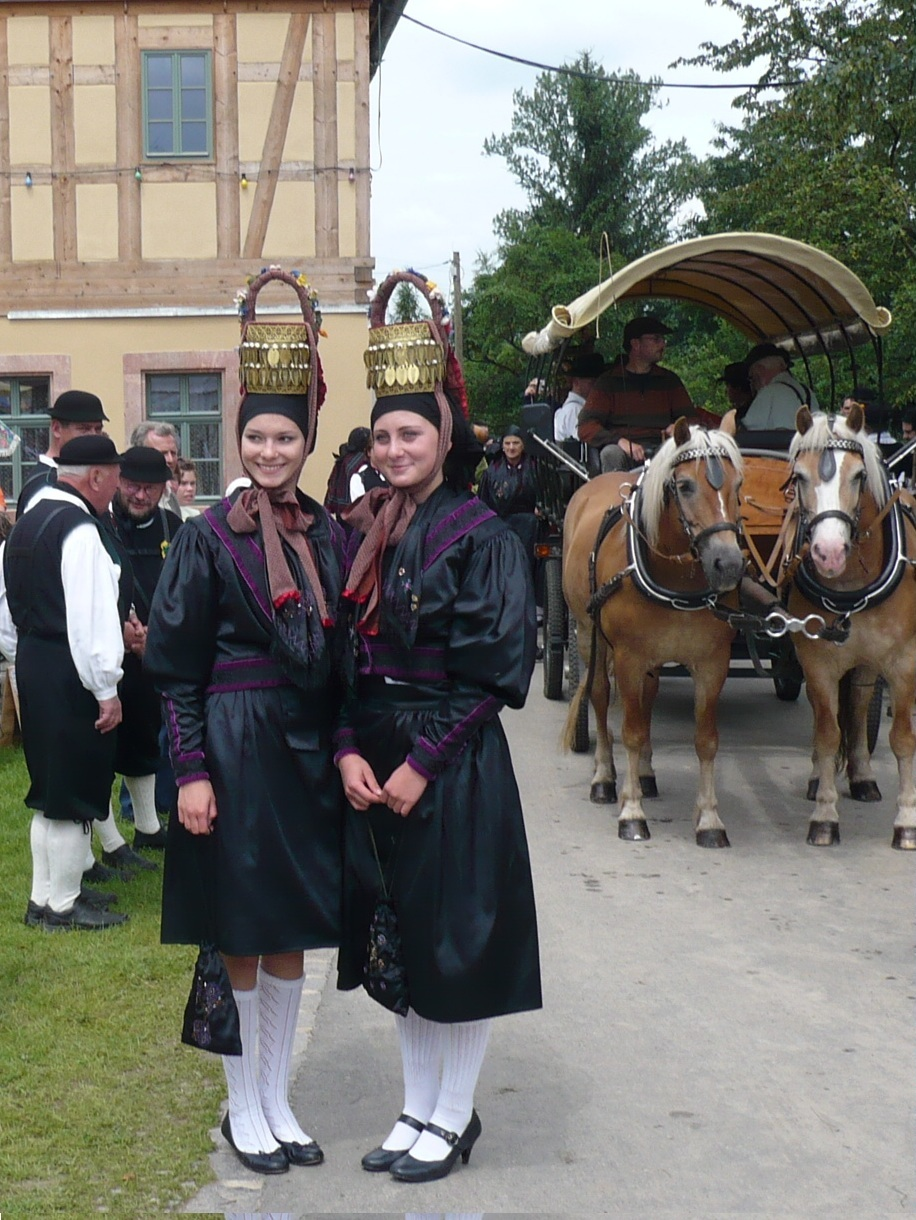
Hormetjungfern im Quellenhof in Garbisdorf

Die Altenburger Bauerntracht hat ihr Verbreitungsgebiet im ehemaligen Ostkreis des Herzogtums Sachsen-Altenburg, welches dem heutigen ostthüringischen Altenburger Land und einigen Orten um Ronneburg im Landkreis Greiz entspricht. Sie wurde zur Tracht des Jahres 2011 gewählt. Im Juni 2012 fand dann in Altenburg das Deutsche Trachtenfest mit Trachtenparade statt, nachdem 2011 auch schon der Deutsche Trachtentag dort stattfand.

## Hintergrund
Das leicht hügelige Altenburger Land im Übergang der Leipziger Tieflandsbucht zum Erzgebirgsvorland befindet sich im Naturraum des Altenburg-Zeitzer Lösshügellandes. Es besitzt neben der Magdeburger Börde die fruchtbarsten Böden Deutschlands, allerdings herrschen im Altenburger Land günstigere Niederschlagsbedingungen für Landwirtschaft. Somit zählten die Altenburger Bauern zu den reichsten überhaupt, was sich neben den großen, oft repräsentativen Vierseithöfen auch in der ebenso repräsentierenden Tracht ausdrückte.

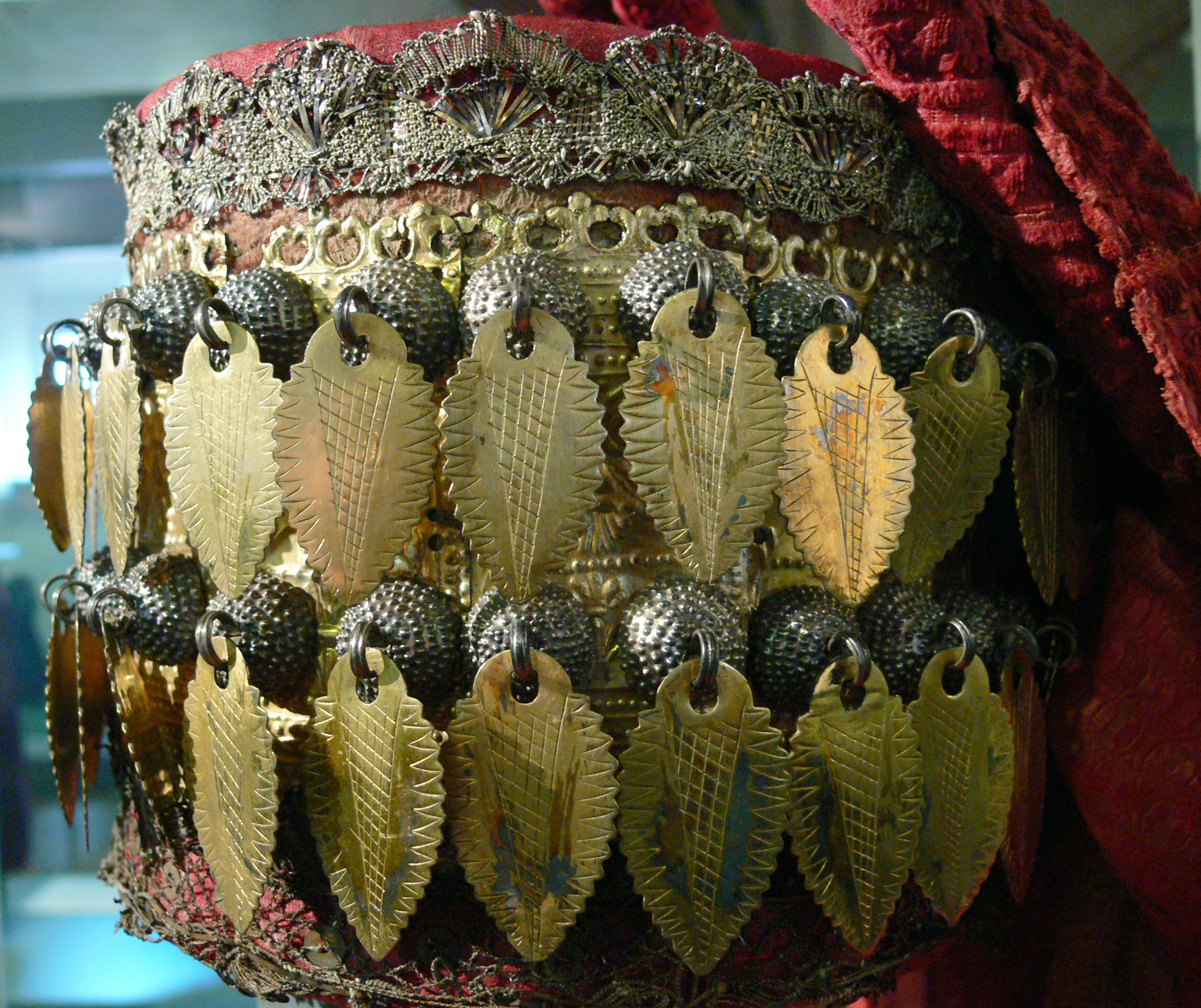
Hormt im Volkskundemuseum Erfurt

## Tracht
Die Trachten werden oft auch als Malcher- und Marchetrachten bezeichnet. Dies leitet sich von den damals häufigsten Namen der Altenburger Bauern und Bäuerinnen waren, nämlich Melchior (Malcher) und Marie (Marche). Die Anfänge der Altenburger Tracht, welche bis ins 17. Jahrhundert nahezu unverändert blieb, liegen im wendischen.
Aufgrund des Reichtums der Bauern war die Tracht sehr teuer gearbeitet. Sie entstand unter dem Einfluss der spanischen Kleidermode  des 16. Jahrhunderts. Eine letzte kleine Modifizierung erhielt sie nach dem Dreißigjährigen Krieg. Lediglich die Frauentracht änderte sich um 1830, sie wurde allgemein dunkler. Die bekanntesten Trachten sind die Festtagstrachten, allerdings gab es genauso Trachten für den Alltag.
Einige Teile sind deutschlandweit einzigartig, wie beispielsweise das Hormt als älteste Partie. Es besteht aus vergoldetem Silber und ist eine Art Brautkrone. Weiterhin sind Teile der Frauentracht eine Vielzahl gewebter Bänder aus Seide sowie Perlenstickereien, der Latz und die gezogenen Röcke mit vielen kleinen Falten, zudem noch die Flügelhaube, eine Kopfbedeckung. Typisch für Männer ist beispielsweise eine weite wildlederne Hose, ein langer Mantel und ein Deckel, der als Hut eigentlich zu klein scheint.